# Mlask podniebienny
Mlask (przednio)podniebienny – rodzaj dźwięku spółgłoskowego występujący w językach naturalnych. W międzynarodowej transkrypcji fonetycznej IPA oznaczanej symbolem: [ǂ], ponieważ mlask może mieć różne „podkłady” (różne typy artykulacji tylnojęzykowej), stosuje się wtedy dokładniejszą transkrypcję np. [k͡ǂ] (w dalszym ciągu znak podwójnego miejsca artykulacji (łuczek) jest pomijany).

## Artykulacja

### Opis
W czasie artykulacji podstawowego wariantu [kǂ]:
- modulowany jest prąd powietrza zasysanego powstały wyniku różnicy ciśnień wytworzonej przy grzbiecie języka wzniesionym do góry, czyli artykulacja tej spółgłoski wymaga inicjacji ustnej i ingresji (zob. mlaski)
- podniebienie miękkie jest podniesione, mamy do czynienia z artykulacją ustną,
- prąd powietrza w jamie ustnej przepływa ponad całym językiem lub przynajmniej powietrze uchodzi wzdłuż środkowej linii języka
- przednia część języka tuż za jego brzegiem ku zadziąsłowej części podniebienia twardego, tworząc zwarcie, równocześnie grzbiet języka wznosi się stromo w kierunku podniebienia miękkiego i języczka tworząc całkowite drugie zwarcie. W powstałej komorze dochodzi do powstania podciśnienia w wyniku „ssącego” ruchu języka do tyłu. Następuje przerwanie blokady za dziąsłami, przy czym równocześnie powietrze jest zasysane do środka, co daje akustycznie charakterystyczny mlask.

### Warianty
Dalsze warianty mlasków ze względu na rodzaj „podkładu”:
- artykulacja może też się odbywać przy udziale kanału nosowego, mówimy wtedy o mlasku nosowym: [ŋǂ].
- plozji może towarzyszyć przydech(aspiracja) spółgłoski tylnojęzykowej: [kǂʰ]
- plozji może towarzyszyć dodatkowy szum szczelinowy: [kǂˣ]
- spółgłoska może być wymówiona dźwięcznie lub dysząco-dźwięcznie (ang. breathy voice): [ɡǂ], [ɡ̈ǂ]
- spółgłoska może być wymówiona z dodatkowym zwarciem wiązadeł głosowych (glotalizacja): [kǂˀ]

Również dokładne miejsce utworzenia zwarcia tylnojęzykowego może odgrywać rolę kontrastującą.
Zobacz też:
- mlask dwuwargowy [ʘ]
- mlask zębowy [ǀ]
- mlask boczny dziąsłowy [ǁ]
- mlask zadziąsłowy [ǃ]

## Przykłady
Przykłady mlasków w funkcji fonologicznej znajdujemy w południowoafrykańskich językach khoisan i niektórych z grupy bantu. Język !Xóõ posiada całą serię spółgłosek mlaskowych (ok. 80), w tym podniebienne.
W funkcji ekspresywnej mlaski podniebienne występują w wielu językach.

## Terminologia
Mlask podniebienne oznacza w istocie spółgłoskę o przedniopodniebiennym i tylnojęzykowym miejscu artykulacji. Na określenie tej artykulacji używa się określeń lamino-postalweolarny, lamino-prepalatalny, palatalny.